# Санглен, Яков Иванович де
Яков Иванович де Санглен (фр. Jacques de Saint-Glin; 1776—1864) — русский писатель и чиновник, военный советник, один из руководителей политического сыска при Александре I, действительный статский советник.

## Биография
Потомок гасконского дворянина де Сен-Глен. Родился в 1776 году в Москве в семье французского дворянина (капитана мушкетёров короля), бежавшего из страны (в начале 1770-х годов), после дуэли, на которой убил соперника. Мать также была француженкой. Начальное образование получил в московских частных пансионах. В 1786 году поступил в Ревельскую гимназию, где проучился 6 лет.
Начал карьеру переводчиком у вице-адмирала А. Г. Спиридова; в 1793 году — прапорщик. Благодаря продолжительному отпуску смог прослушать курс философии профессора Платнера в Лейпцигском университете и курс астрономии профессора Боде, астроном при Берлинской академии наук, в Берлине.
По возвращении в Россию в 1804 году, сдав экзамен, стал преподавать немецкую словесность в Московском университете, заменив профессора Гейма. Одновременно читал публичные лекции о военных науках и тактике. В 1805 году вместе с профессором Буле издавал журнал «Учёные ведомости», в 1805—1806 годах был соиздателем журнала «Аврора» вместе с профессором Рейнгартом. В 1806 году становится адъюнкт-профессором военной истории. Одновременно занимался переводами, опубликовав в 1804 году книгу «Отрывки из иностранной литературы».
В 1807 году оставил преподавание и был причислен к штабу генерал-адъютанта князя П. М. Волконского, занимавшегося изучением военной организации во Франции. В 1810 году перешёл на службу в Министерство полиции, где вместе со своим непосредственным начальником А. Д. Балашовым добивался отставки М. М. Сперанского (хотя в своих мемуарах де Санглен это отрицал). По заданию императора и по рекомендации того же Балашова в 1810 году был посвящён в масонство. В том же году был награждён орденом Св. Владимира 4-й степени. 3 августа 1811 года пожалован в коллежские советники.
17 апреля 1812 года был назначен начальником высшей военной полиции (военной контрразведки) 1-й Западной армии М. Б. Барклая-де-Толли. В 1812—1819 годах — начальник Особенной канцелярии Министерства полиции, то есть фактический начальник тайной полиции. В эти годы де Санглен пользовался доверием императора, не раз выполняя его личные поручения. Так, именно Якову Ивановичу Александр I поручил проверить обвинение в адрес Сперанского в том, что тот не следует плану, составленному Ф. С. Лагарпом. Прежде чем отправить Сперанского в ссылку, император несколько раз совещался с Сангленом, не посвящая в тайны этих совещаний даже министра полиции Балашова, который был начальником Санглена. Позже Яков Иванович присутствовал при опечатывании бумаг Сперанского и при его отправлении в ссылку, о чём позже докладывал императору.
В 1819 году после упразднения министерства полиции вышел в отставку и жил в Москве и в своём поместье в Клинском уезде, занимаясь литературным творчеством. В начале 1830-х годов сотрудничал в журнале «Московский телеграф». Печатал свои статьи в «Трудах Московского общества истории и древностей», а с 1845 года печатался в журнале «Москвитянин».
В 1831 году император Николай I поручил Санглену, хотя тот и не состоял на государственной службе, изучить донос, поданный государю князем А. Б. Голицыным «О иллюминатстве в 1831 г.». В своём сочинении бывший саратовский губернатор почти всех лиц, окружавших покойного императора и оставшихся при Николае I, без малейших доказательств объявлял иллюминатами: князя А. Н. Голицына, В. П. Кочубея, Сперанского, митрополита Филарета и даже самого императора Александра I. Изучив донос Голицына, Санглен все обвинения опроверг «с надлежащими доводами и объявил доносителя фанатиком». Николай I остался доволен разбором «доноса на всю Россию», наградив Якова Ивановича и отправив доносчика в ссылку.
В 1820 году был внесён в родословную книгу дворянства Московской губернии. В 1832—1835 годах был Клинским уездным судьёй. В Клинском уезде он имел имение с 135 душами крепостных, кроме этого в его владении было в Подольском уезде сельцо Ларево, где числилось 18 душ крепостных.
Умер 1 (13) апреля 1864 года.

## Произведения
В 1860 г. составил биографические записки, помещённые в журнале «Русская старина» за 1882—1883 гг. В первой части своих записок Санглен описывает царствование Екатерины II, во второй части рассказывает про времена Павла I, третья и четвёртая части посвящены Александру І и началу царствования Николая І до 1832 года. Другие публикации:
- 1804 — «Отрывки из иностранной литературы» (переводы с немецкого)
- 1808 — «О военном искусстве древних и новых народов»
- 1809 — «Краткое обозрение воинской истории XVIII в.»
- 1809 — «Исторические и тактические отрывки»
- 1812 — «В память графу А. И. Кутайсову», СПб.
- 1814 — «О истинном величии человека»
- 1815 — «О начале и падении мифологического мира и богослужения древних греков»
- 1829 — «Жизнь и мнения нового Тристрама» (Москва) — подражание роману Лоренса Стерна «Жизнь и мнения Тристрама Шенди, джентльмена»
- 1831 — «Подвиги русских под Нарвою в 1700 г.»
- 1832 — «Рыцарская клятва при гробе» (роман; Москва)
- 1843 — «Шиллер, Вольтер и Руссо» (Москва)

## Семья
Был женат на Екатерине Карловне фон Мейер. Их дети:
- Алексей (1799—?)
- Фёдор (1799—1832)
- Егор (1803—?)
- Варвара (1804—?)
- Анна (1812—?)
- Софья (1814—?)
- Аполлон (1815—1899)